# کینگسبری، کبک
کینگسبری (به فرانسوی: Kingsbury) روستایی در منطقه شهری لو وال-سن-فرانسوا ناحیه استری در استان کبک کانادا است. در سرشماری سال ۲۰۱۱ این روستا ۱۴۹ نفر جمعیت داشته‌است و مساحت آن ۶٫۲۶ کیلومتر مربع است.